# Левант
Лева́нт (фр. Levant), також Шам (араб. الشَّام) — загальна назва країн, розташованих у східній частині Середземномор'я. В широкому розумінні до Леванту належить увесь півмісяць східного узбережжя Середземного моря — (Сирія, Ліван, Ізраїль (з 1948 року), Єгипет, Туреччина, Греція, Кіпр); у вузькому значенні — лише Сирія та Ліван.
Переважно назву Левант вживають як поетичну.
У 13-14 століттях термін «леванте» використовувався для позначення італійської морської торгівлі у Східному Середземномор'ї, включаючи Грецію, Анатолію, Сирію-Палестину та Єгипет, тобто землі на схід від Венеції.[3] Згодом термін був обмежений мусульманськими країнами Сирії-Палестини та Єгипту. [3] Термін увійшов до англійської мови наприкінці 15 століття з французької.[6] Він походить від італійського levante, що означає «схід», маючи на увазі схід Сонця на сході,[3][2] і в широкому сенсі еквівалентний терміну аль-Машрік (араб. ٱلْمَشْرِق, [ʔal. maʃ.riq]),[8] що означає «східне місце, де сходить сонце»[9].
У 1581 році Англія заснувала Левантську компанію для торгівлі з Османською імперією.[3] Назва «держави Леванту» використовувалася для позначення французького мандату над Сирією та Ліваном після Першої світової війни. [3][2] Це, ймовірно, є причиною того, що термін «Левант» став використовуватися більш конкретно для позначення сучасних Сирії, Лівану, Палестини, Ізраїлю, Йорданії та острова Кіпр.[3] Деякі вчені помилково вважали, що він походить від назви Лівану.[3] Сьогодні цей термін часто використовується в поєднанні з доісторичними або давніми історичними посиланнями.
Іншим терміном для позначення «Сирія-Палестина» є Аш-Шаам (араб. ٱلشَّام, /ʔaʃ.ʃaːm/), територія, яка обмежена Таврійськими горами Туреччини на півночі, Середземним морем на заході, північною Аравійською пустелею і Месопотамією на сході та Синаєм на півдні (який може бути повністю включений або ні). [10] [5] Як правило, до нього не включають Анатолію (також відому як Мала Азія), Кавказькі гори або будь-яку частину власне Аравійського півострова. Іноді включають Кілікію (в Малій Азії) і Синайський півострів (азіатський Єгипет).
Деякі словники вважають назву Левант архаїчною, оскільки вона використовується для позначення сучасного регіону. [11] [12] [13] Як іменник Левант, так і прикметник левантійський зараз широко використовуються для опису стародавньої та сучасної культури, яку раніше називали сиро-палестинською або біблійною: археологи тепер говорять про Левант і левантійську археологію,[14] [15] [16] дослідники їжі говорять про левантійську кухню,[4] а латинських християн Леванту продовжують називати левантійськими християнами.[17]
Левант описують як «перехрестя Західної Азії, Східного Середземномор'я та Північно-Східної Африки»,[18] а в геологічному (тектонічному) плані - як «північний захід Аравійської плити».[19] Населення Леванту[20][21] має спільні риси не лише в географічному положенні, але й в кухні, звичаях та історії. Їх часто називають левантійцями[22].

## Історія
- 634–638: Мусульманське завоювання Леванту